# ایو راوی
ایو راوی (به فرانسوی: Yves Ravey)، رمان‌نویس و نمایشنامه نویس معاصر فرانسوی است.

## زندگی‌نامه
ایو راوی در ۱۵ دسامبر ۱۹۵۳ در بزانسون زاده شد. انتشارات گالیمار ناشر نخستین رمان او با عنوان میز میمونها در ۱۹۸۹ بود. اما پس از اینکه این انتشارات از ادامه همکاری با راوی سرباز زد، او بقیهٔ آثارش را به لطف انتشارات مینویی فرانسوی: Editions de Minuit‎منتشر کرده‌است. سبک او در رمان‌نویسی شبیه ژرژ سیمنون و پاتریک مودیانو است. ترس، اضطراب و غافلگیری از مضامین بارز رمانهای کوتاه اوست.